# Дивиц-Шпольдерсхаген
Дивиц-Шпольдерсхаген (нем. Divitz-Spoldershagen) — община в Германии, в земле Мекленбург-Передняя Померания.
Входит в состав района Северная Передняя Померания. Подчиняется управлению Барт. Население составляет 491 человек (на 31 декабря 2010 года). Занимает площадь 27,38 км².